# Подмокшее дело (фильм)
«Подмокшее дело» (англ. The Drowning Pool) — американский триллер 1975 года, режиссёра Стюарта Розенберга и снятый на основе романа Росса Макдоналда «Засасывающий омут». В главных ролях снялись Пол Ньюман, Джоан Вудвард и Энтони Франчоза. Съёмки картины проходили в Калифорнии и Луизиане.

## Сюжет
Айрис Деверо (Джоан Вудвард), жена богатого нефтяного магната из Луизианы, нанимает частного детектива Лью Харпера (Пол Ньюман) после получения письма с угрозами. Неизвестный вымогатель угрожает рассказать мужу Айрис о её тайных романах. Сама Деверо утверждала, что была неверна, но всё это было в прошлом. Дело усложняется, когда свекровь Айрис, Оливия (Корэл Браун) была найдена убитой. В конце концов, письмо приводит Харпера к другому нефтяному магнату, Килборну (Мюррей Гамильтон), и к Скайлер (Мелани Гриффит), молодой дочери Айрис.

## В ролях
- Пол Ньюман — Лью Харпер
- Джоан Вудвард — Айрис Деверо
- Энтони Франчоза — шеф
- Мюррей Гамильтон — Килборн
- Гейл Стрикленд — Мэвис Килборн
- Мелани Гриффит — Схёйлер Деверо
- Ричард Джекел — лейтенант Фрэнкс
- Корел Браун — Оливия Деверо
- Хелена Каллианиотис — Элейн Ривис

## Отзывы
На Rotten Tomatoes фильм получил рейтинг 58% и 5.4 баллов из 10.

## Примечание
1. ↑  The Drowning Pool. Дата обращения: 25 мая 2011. Архивировано 14 сентября 2011 года.
2. ↑  The Drowning Pool. Дата обращения: 25 мая 2011. Архивировано 26 апреля 2011 года.